# Handkäse

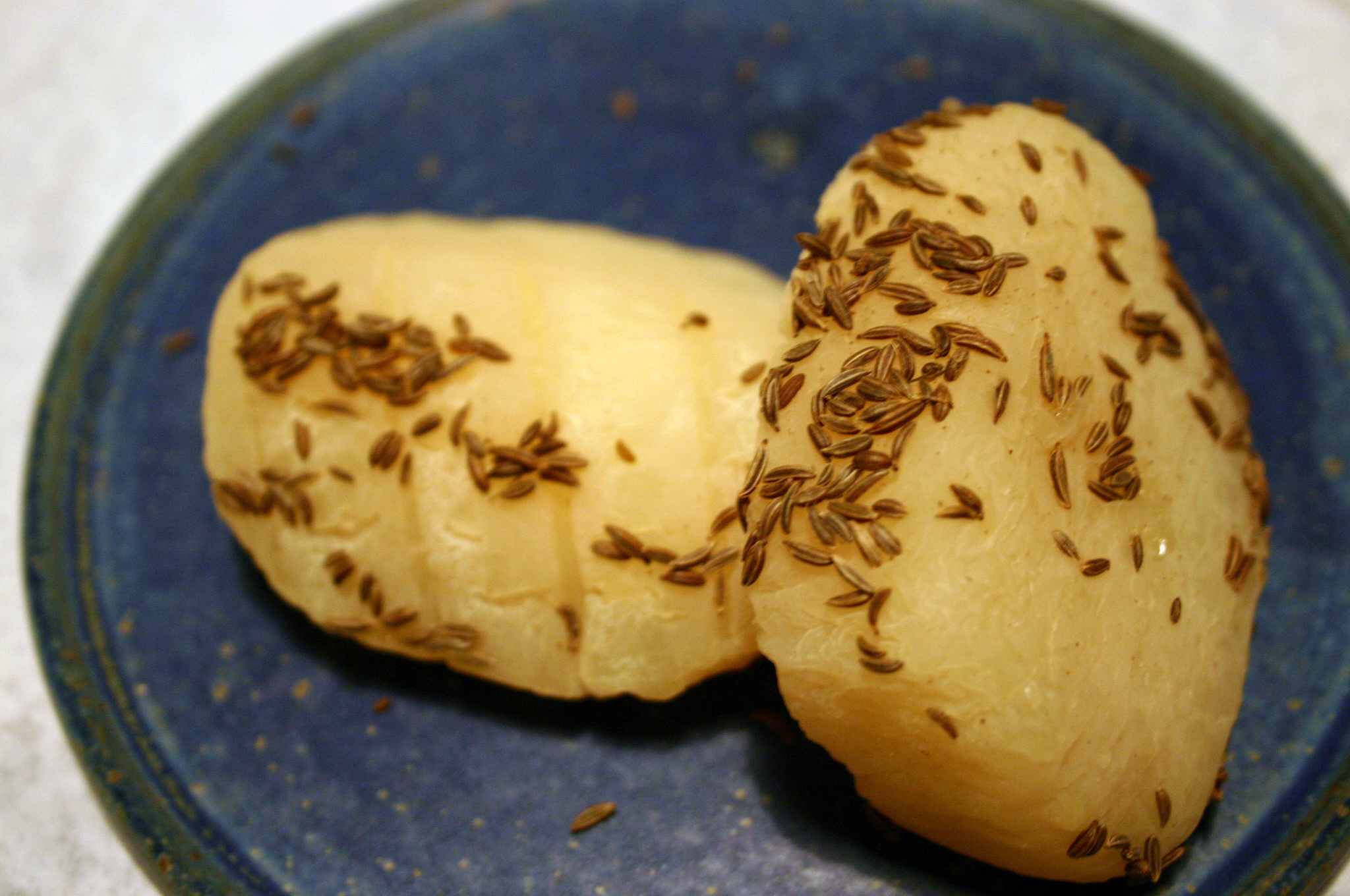
Handkäse

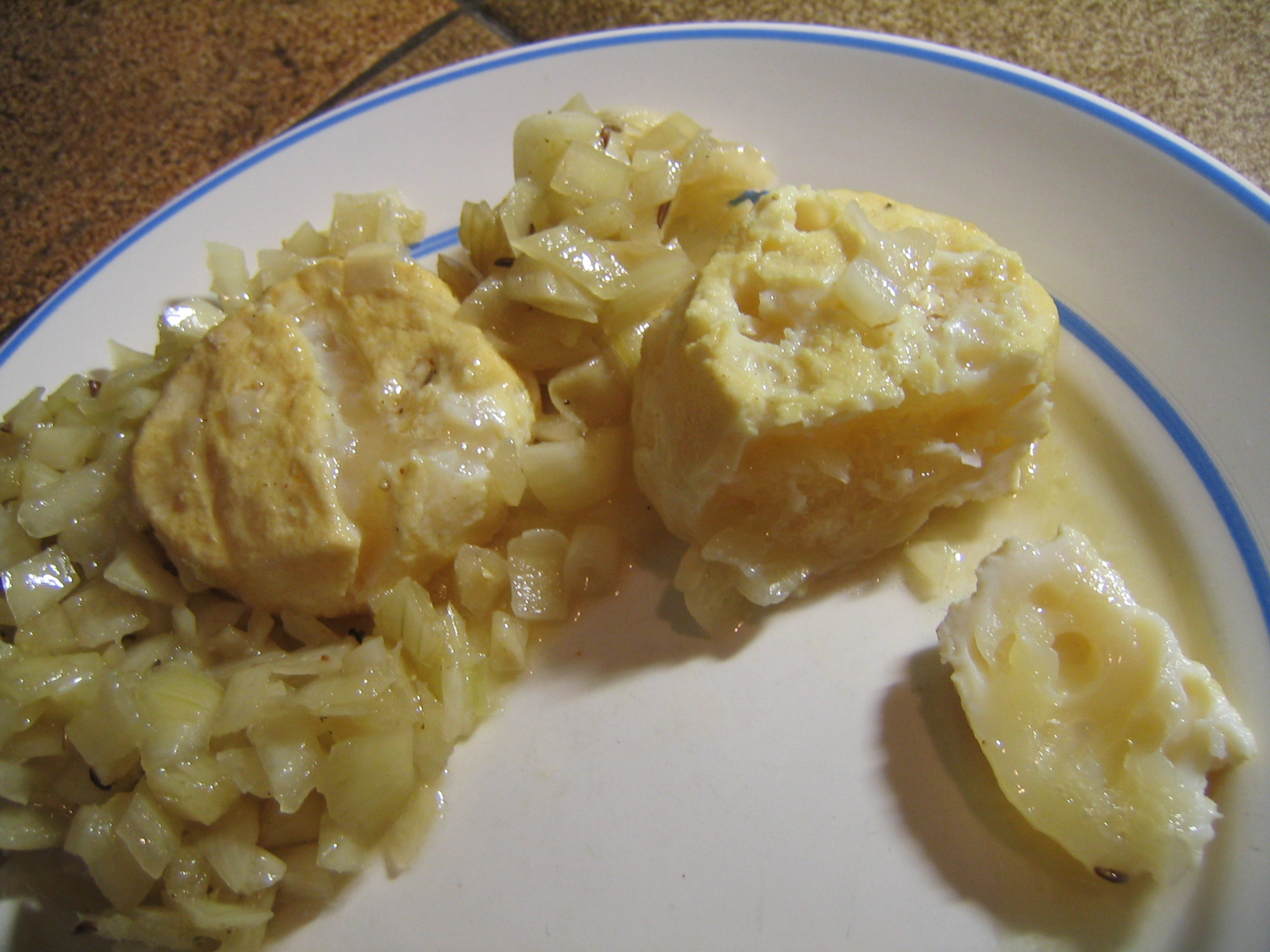
'Handkäs mit Musik': Handkäse com música); Handkäse marinado

Handkäse (literalmente: queijo de mão) é um queijo regional alemão similar ao Harzer e faz parte da culinária de Frankfurt, Offenbach am Main, Darmstadt, Langen e todo o Sul de Hessen. Seu nome provém do jeito de produção: seu formato é dado pelas mãos
É um queijo pequeno, translúcido, amarelo com aroma pungente que muitos acham desagradável. Às vezes é quadrado, mas na maioria das vezes, tem o formato redondo.
Geralmente servido como aperitivo ou lanche acompanhado de Sidra (ou Ebbelwoi), tradicionalmente é coberto de cebolas cortadas, conhecido localmente como "Handkäse mit Musik" ("Queijo de mão com música") quando é servido com cebola picada. Geralmente é coberto com alcaravia como se vê na primeira foto. Como muitas pessoas na Alemanha não gostam deste tempero, em muitas regiões a alcaravia é servida à parte.
A "música" faria alusão aos gases provocados pela cebola.
Uma teoria alternativa explica que o termo "Musik" se refere às galhetas em que o vinagre e o azeite são apresentados ao cliente, e que tilintam com um som característico quando ele se serve.

## Como servir
A etiqueta diz que não se deve usar garfo para comer o Handkäse. Geralmente é usada uma faca  para cortar um pedaço, que é espetado pela própria faca e enfiado na boca. Pode ser servido com pão e manteiga.
Enquanto a Sidra é tradicionalmente servido com o Handkäse, o vinho branco também o é, em algumas regiões como Hesse-Renânia.